# Reichsministerium des Innern
Reichsministerium des Innern (RMI) (Duits voor: Rijksministerie van Binnenlandse Zaken) was het ministerie van Binnenlandse Zaken van het Duitse Rijk en in de tijd van het nationaalsocialisme. Op 1 november 1934 werd het samengevoegd met het Pruisische ministerie van Binnenlandse Zaken. Het was daarmee verantwoordelijk voor het gehele politieapparaat. Het was de opvolger van het Reichsamt des Innern en de voorloper van het Bundesministerium des Innern. Sinds 14 april 1914 had het ministerie van Binnenlandse Zaken ook de verantwoordelijkheid voor de topsport als nationale taak.
Met het doel om de algemene bekendmakingen die opnieuw werden uitgegeven in het staatsblad van het rijksministerie van 1923 tot 1945 Reichsministerialblatt (RMBl). In deze functie volgde het in 1873 tot 1922 vooral de door de voorganger uitgebrachte Zentralblatt für das Deutsche Reich (ZBl).

## Ambtsdragers vanaf 1919
| Ambtsperiode                        | Naam                       | Partij- toebehorend |
| ----------------------------------- | -------------------------- | ------------------- |
| 13 februari – 20 juni 1919          | Hugo Preuß                 | DDP                 |
| 21 juni – 3 oktober 1919            | Eduard David               | SPD                 |
| 03 oktober 1919 – 4 mei 1921        | Erich Koch-Weser           | DDP                 |
| 10 mei – 22 oktober 1921            | Georg Gradnauer            | SPD                 |
| 26 oktober 1921 – 14 november 1922  | Adolf Köster               | SPD                 |
| 22 november 1922 – 12 augustus 1923 | Rudolf Oeser               | DDP                 |
| 14 augustus – 3 november 1923       | Wilhelm Sollmann           | SPD                 |
| 11 november 1923 – 15 december 1924 | Karl Jarres                | DVP                 |
| 15 januari – oktober 1925           | Martin Schiele             | DNVP                |
| 23 oktober – 5 december 1925        | Otto Gessler kommissarisch | DDP                 |
| 20 januari – 17 december 1926       | Wilhelm Külz               | DDP                 |
| 29 december 1927 – 12 juni 1928     | Walter von Keudell         | DNVP                |
| 28 juni 1928 – 27 maart 1930        | Carl Severing              | SPD                 |
| 30 maart 1930 – 7 oktober 1931      | Joseph Wirth               | Zentrum             |
| 09 oktober 1931 – 30 mei 1932       | Wilhelm Groener            | partijloos          |
| 01 juni – 17 november 1932          | Wilhelm Freiherr von Gayl  | DNVP                |
| 03 december 1932 – 28 januari 1933  | Franz Bracht               | partijloos          |
| 30 januari 1933 – 20 augustus 1943  | Wilhelm Frick              | NSDAP               |
| 24 augustus 1943 – 29 april 1945    | Heinrich Himmler           | NSDAP               |
| 30 april – 2 mei 1945               | Paul Giesler               | NSDAP               |
| 03 – 23 mei 1945                    | Wilhelm Stuckart           | NSDAP               |

## Staatssecretarissen
- Theodor Lewald (1919–1921)
- Heinrich Schulz (1919–1927, alleen leider van de schoolafdeling)
- Johann von Welser (1921–1923)
- Philipp Brugger (1921–1932)
- Erich Zweigert (1923–1933)
- Hans Pfundtner (1933–1943)
- Wilhelm Stuckart (1935–1945)
- Ernst Kaltenbrunner (1943-1945)

## Organisatie
- Staatssekretär für Volksgesundheitswesen u. Volkspflege (Staatssecretaris voor Volksgezondheidswezen en Volkshulp):
  - Arthur Gütt (19 februari 1934 - 28 augustus 1939)
  - Leonardo Conti (28 augustus 1939 - augustus 1944)

- Staatssekretär - Reichssportführer (Staatssecretaris - Rijkssportleider):
  - Hans von Tschammer und Osten (1936 - 25 maart 1943)
  - Karl von Halt (1944 - 1945)

- Staatssekretär für Reichsarbeitsdienst (Staatssecretaris voor Rijksarbeidsdienst):
  - Konstantin Hierl (juni 1936 - 25 augustus 1943)

- Staatssekretäre für Verwaltung und Recht (Staatssecretarissen van Bestuur en Recht):
  - Herbert von Bismarck (1 februari 1933 tot 1 november 1934) (van 10 april 1933 met pensioen)
  - Ludwig Graueert (1 november 1934 - 30 juni 1936)
  - Wilhelm Stuckart (30 juni 1936 - 3 mei 1945)

- Staatssekretär für Schul- und Bildungsfragen (Staatssecretaris voor School- en Gebouwvragen)
  - Heinrich Schulz (1919 - 1927, alleen leider van de schoolafdeling)

- Staatssekretär für die besetzten Rheinischen Gebiete (Staatssecretaris voor het bezet Rijnland)
  - Philipp Brugger (1921 - 1932)

#### Organisatie van 1945
Organisatorische opbouw van 15 januari 1945
- Reichsminister und RFSS Heinrich Himmler

- Ministerbüro (Ministerieel bureau)
  - Ministerialrat Dr. Rudolf Brandt
  - Ministerialrat Dr. Bode

- Staatssekretär für Volksgesundheitswesen u. Volkspflege (Staatssecretaris voor Volksgezondheidswezen en Volkshulp):
  - Leonardo Conti (28 augustus 1939 - augustus 1944)

- Staatssekretär des Innern (Staatssecretaris van Binnenlandse Zaken):
  - Wilhelm Stuckart
  - Plaatsvervangend Ministerialdirektor Otto Ehrensberger
- Referenten
  - Ministerialrat Hans-Joachim
  - Oberregierungsrat Finsterwalder

- Geschäftsbereich des GBV (Ambtsgebied van het GVB)
  - Geschäftsführung: Ministerialrat Hans Globke
  - (10 onderafdelingen)

- Zentralabteilung (Centrale afdeling)
  - Ministerialdirektor Richard Wöllke
  - Ministerialdirigent Burkart
  - (2 onderafdelingen huishouden)

- Abteilung I Verfassung, Verwaltung, Gesetzgebung (Grondwet, administratie, wetgeving)
  - Ministerialdirigent Dr. Hans Faust
  - Ministerialdirektor Wilhelm Stuckart (11 maart 1935)

- (I A) Verfassung, Verwaltung, Gesetzgebung
  - RegVizepräs. Dr. Keßler
- (I B) Staatsangehörigkeit, Personenstandswesen, kulturelle Angelegenheiten
  - Ministerialrat Dr. Hans Globke
- (I Arch) Archivwesen (Archiefwezen)
  - Onbekend
- (I Verm) Vermessungswesen (Landmeting)
  - Ministerialdirigent Otto Speidel
  - Ministerialrat Lüddecke

- Abteilung II Zivile Reichsverteidigung (Civiele Rijksverdediging)
  - Ministerialdirigent Ehrensberger
  - Ministerialdirigent Kurt Jacobi
  - Ministerialdirektor Kurt Daluege (11 mei 1933 - 1 november 1934)

- (II RV) Reichsverteidigung und Bevölkerungsschutz (Rijksverdediging en Bevolkingsbescherming)
  - Ministerialdirigent Kurt Jacobi (1944 - 1945)
- (II W) Wehrrecht und Kriegsleistungen (Militair recht en Oorlogsprestaties)
  - RRi Dr. Pabst
- (II S) Kriegs- und Volkstumsschäden (Oorlogs- en Volksaardschade)
  - RRi Dr. Danckelmann

- Abteilung III Personalien und Beamtentum  (Personalia en Ambtenarij)
  - Ministerialdirektor Dr. Faust
  - Ministerialrat Dr. Artur Joachim
  - Ministerialdirektor Kurt Daluege (1 november 1934 - juni 1936)

- (A) Allgem. personelle Angelegenheiten; Hauspersonalien (Algemene personele aangelegenheden)
  - Ministerialrat Dr. Joachim
- (B) Personalien d. Beamten, Angestellten und Arbeiter (Personalia van ambtenaren, functionaris en arbeider)
  - Leitender Regierungsdirektor Hoffmeister
- (C) Beamtentum und allgem. Angelegenheiten (Ambtenarenkorps en algemene aangelegenheden)
  - Ministerialrat Dr. Laube

- Abteilung IV Kommunalabteilung (Stedelijke afdeling)
  - Gauhauptmann Dr. Anton Kreißl
  - Ministerialdirigent Dr. Loschelder
  - Ministerialdirigent Dr. Fuchs

- (I) Verfassung und Aufgaben d. Gemeinden und Gemeindeverbände (Grondwet en Taken van gemeenten en gemeentelijke verenigingen)
  - Ministerialdirektor Dr. Loschelder
- (II) Personalangelegenheiten Gemeinden (Personeelszaken gemeenten)
  - Bgm. Dr. Wolpert (komm.)
- (III) Gemeindl. Finanz- und Wirtschaftanglegenheiten (Gemeentelijke financiële en economische zaken)
  - Ministerialdirektor Dr. Rudolf Fuchs